# Правила визуальных полётов
Правила визуальных полётов, ПВП (англ. visual flight rules, VFR) — совокупность авиационных правил и инструкций, предусматривающих ориентирование экипажа и выдерживание безопасных интервалов путём визуального (зрительного) наблюдения за линией естественного горизонта, ориентирами на местности и другими воздушными судами.
Противоположностью ПВП являются правила полётов по приборам, при применении которых местонахождение, пространственное положение и параметры полёта воздушного судна определяются по показаниям пилотажно-навигационных приборов, а безопасные интервалы выдерживаются по указанию диспетчера органа управления воздушным движением.

## Применение ПВП в России

### Особенности ПВП
При полётах по правилам визуальных полётов в России экипаж осуществляет:
- выдерживание интервалов между воздушными судами путём визуального наблюдения;
- выдерживание истинной безопасной высоты (при полётах ниже нижнего эшелона) и обход искусственных препятствий, наблюдая за расположенной впереди местностью;
- выдерживание установленного маршрута с использованием визуальной ориентировки в комплексе с использованием навигационных средств;
- постоянное прослушивание радиоэфира частоты органа УВД (или рабочей частоты в неконтролируемом воздушном пространстве).

Правила также предусматривают постоянную визуальную осмотрительность всех членов экипажа воздушного судна.

### Условия применения ПВП в полёте
ПВП в России регламентируются Федеральными авиационными правилами полётов в воздушном пространстве Российской Федерации (ФАПП) и Федеральными авиационными правилами "Подготовка и выполнение полётов в гражданской авиации РФ" (ФАП-128).
Полёты по ПВП выполняются в визуальных метеорологических условиях днём и ночью с максимальной осмотрительностью всего экипажа воздушного судна (ФАПП, п.54).
Условия выполнения полёта по ПВП воздушными судами гражданской авиации различаются в зависимости от высоты полёта (менее 300 м или  300 м и выше).
Полёт по ПВП на истинных высотах менее 300 м выполняется при видимости водной или земной поверхности, вне облаков, днём при видимости не менее 2000 м для самолётов и не менее 1000 м для вертолётов, ночью при видимости не менее 4000 м. (ФАП-128, п.3.33.1).
Полёт по ПВП на истинных высотах 300 м и выше выполняется при видимости водной или земной поверхности, расстояние по вертикали от воздушного судна до нижней границы облаков не менее 150 м и расстояние по горизонтали до облаков не менее 1000 м, днём при видимости не менее 2000 м, ночью при видимости не менее 4000 м (ФАП-128, п.3.33.2).
Разрешается полёт по ПВП и над облаками, а также между слоями облачности.
Полёт по ПВП может осуществляться над облаками, если:
а) расстояние по вертикали от облаков до воздушного судна не менее 300 м;
б) в случае полёта между слоями облачности, расстояние между слоями не менее 1000 м;
в) видимость в полёте не менее 5000 м (ФАП-128, п.3.33.3).
С выходом в 2009 году ФАП-128 стало меньше ограничений по условиям выполнения полёта по ПВП. Предыдущим нормативно-правовым документом, изданным ещё в СССР в 1985 году («Наставление по производству полётов в гражданской авиации», НПП ГА-85), не разрешались полёты по ПВП ночью, а в сумерках разрешались только выше 60-й параллели. Теперь пилотам, выполняющим полёты по ПВП, предоставлена гораздо большая свобода действий.

### Условия применения ПВП при взлёте и посадке
При выполнении полёта по правилам полёта по приборам (ППП) устанавливаются эксплуатационные метеоминимумы для взлёта (значение видимости) и посадки (значение видимости и высоты принятия решения) для каждого аэродрома для разных классов воздушных судов. Например, метеоминимум для взлёта по ППП может быть 200 м (при видимости менее 200 м взлёт выполнять запрещается), а метеоминимум для посадки - видимость на полосе 550 м и высота принятия решения 60 м (так называемый минимум I категории ИКАО, который означает, что при видимости на полосе менее 550 м или если на высоте 60 м пилот не увидел полосу,  посадка запрещается, воздушное судно должно уйти на второй круг или запасной аэродром).
Даже авиационные специалисты часто путают такие понятия как заход на посадку по ПВП и визуальный заход на посадку. Несмотря на наличие и в том, и в другом термине слова "визуальный", это совершенно разные вещи. Визуальный заход на посадку производится воздушным судном, выполняющим полёт по ППП (по приборам) в том случае, если пилот визуально обнаружил аэродром, а диспетчер разрешил выполнение визуального захода на посадку. Конкретные значения метеоминимума для визуального захода на посадку могут не устанавливаться, т.к. всё решается по ситуации - если визуального контакта с полосой нет, то и речи о выполнении визуального захода не идёт.
Однако во многих аэропортах (в частности, в России и странах СНГ) существуют метеоминимумы для визуального захода на посадку, которые рассчитываются по специальным методикам в зависимости от наличия искусственных (телевышки, мачты, высокие здания и т.п.) и естественных (возвышенности) препятствий вблизи аэродрома, скорости захода воздушного судна на посадку. Типичные значения таковы:
- визуальный заход на посадку для самолётов 4 класса (Ан-2 и им подобные) и вертолётов всех типов — видимость 2000 — 3000 м, высота нижней границы облаков 150 — 300 м;
- визуальный заход на посадку для самолётов 1, 2, 3 класса (Ан-24 и все более тяжёлые) — видимость 5000 м, высота нижней границы облаков 600 м.

Надо понимать, что при визуальном заходе на посадку воздушного судна, выполняющего полёт по ППП, пилот не переходит на полёт по ПВП (такое ошибочное мнение существует). Это означает, что несмотря на пилотирование по визуальным ориентирам, безопасные интервалы между воздушным судном, выполняющим визуальный заход на посадку, и другими воздушными судами продолжает обеспечивать авиадиспетчер. В этом заключается основное отличие визуального захода на посадку от захода на посадку по ПВП. При заходе на посадку по ПВП, как и вообще при полёте по ПВП, безопасные интервалы с другими воздушными судами обеспечивают сами пилоты воздушных судов, выполняющих полёт по ПВП.